# شیکاگو ۳۳۴
سیارک ۳۳۴ (به انگلیسی: 334 Chicago، نامگذاری:1892L) سیصد و سی و چهارمین سیارک کشف شده‌است که در ۲۳ اوت ۱۸۹۲ و در هایدلبرگ کشف شد.
قدر مطلق سیارک برابر ۷٫۶۴ است.